# フデヒメヒラタアブ
フデヒメヒラタアブ（Sphaerophoria scripta）は、ハエ目（双翅目）ハナアブ科に分類される昆虫の一種。ヨーロッパなどに生息する。

## 分布
ヨーロッパ、カナダなどに分布し、ヨーロッパでは普通に見られる種である。日本でも北海道で採集された記録がある。

## 特徴

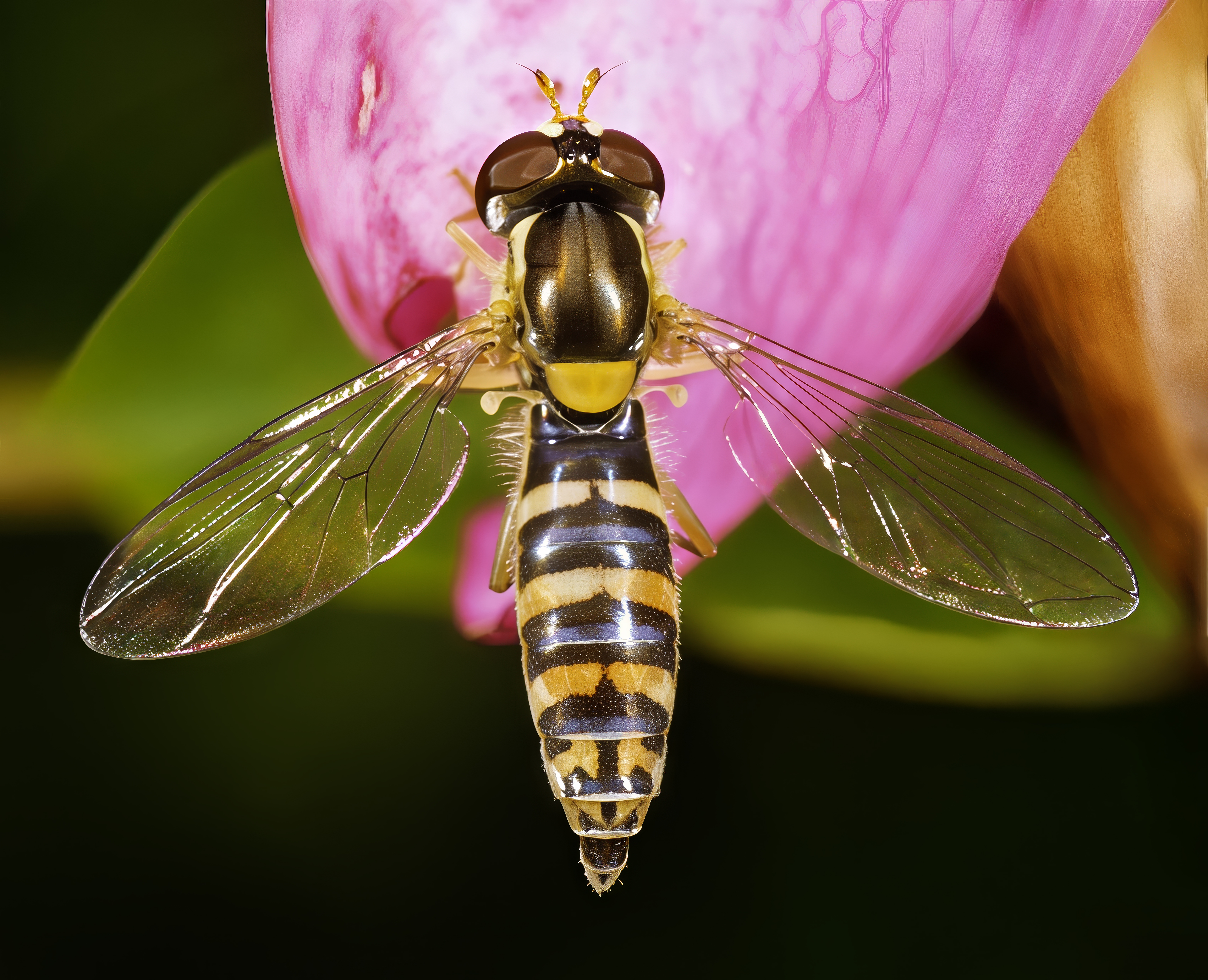
女性

オスは体長10-12mm、腹部の長さは翅の先端を越える。胸部は暗緑色、小楯板は黄色。脚は赤みがかった黄色で、ふ節はやや暗色となる。翅は透明であるが、やや褐色がかった黄色味を帯びることもある。メスは黄色い額を持ち、腹部は黒く4本の黄色い帯がある。
蜜を餌としており、セイヨウヤブイチゴやヤコブボロギク、ヘラクレウム・スフォンディリウム（ハナウドの基亜種）などに訪花することが知られている。
卵から成虫までの生活環が最短で16日で完了することが知られており、1年に最大で9回世代交代することができるとされる。